# Heideplatlijfje
Het heideplatlijfje (Depressaria badiella) is een vlinder uit de familie van de grasmineermotten (Elachistidae). De wetenschappelijke naam werd in 1796gepubliceerd  door Jacob Hübner.
De soort komt voor in Europa.